# Lijst van straten in Blaricum
Dit is een lijst van straten in Blaricum en hun oorsprong/betekenis.
Veel straatnamen in Blaricum herinneren aan het erfgooiersverleden. In de woonwijk Blaricummermeent verwijzen de straatnamen naar de geschiedenis van de bouwlocatie of die van de gemeente Blaricum. Zo werden de eerste straatnamen genoemd naar negentiende-eeuwse kunstenaars die in de gemeente Blaricum woonden.

## A
- Achter Capitten - De Capitten was een gedeelte van de Bouwvenen in Blaricum. De hofstede was gesticht door de familie Capit (ook wel Coppit). De Capits Hofstede bestond in 1724 niet meer.
- Achterhuis - deel van een boerderij
- Achterom – verbindt de Huizerweg met de Torenlaan
- Adama van Scheltemalaan -
- Agter Kampen – Vanaf de Eemnesserweg naar de Waterschapslaan
- Angerechtsweg – Angerecht is de oude naam voor de Bijvanck’.
- Anton Mauvelaan - Anton Mauve, schilder
- Atelierweg - atelier, de werkruimte van een kunstenaar

## B
- Baars – in de wijk Bijvanck; baars, vissoort
- Bart van de Leckweg – Straat in de Blaricummermeent. Schilder Bart van der Leck woonde in Blaricum
- Bergweg – Vanaf de Huizerweg langs het Warandepark
- Bierweg – loopt vanaf de Naarderweg in westelijke richting omhoog tot aan de Lage Laarderweg, dit is tevens de grens met de gemeente Huizen.
- Bierwegpaadje – Bier dat vanuit de haven van Huizen illegaal aan wal werd gebracht werd via sluipwegen over de uitgestrekte Gooise heidevelden op de plaatsen van bestemming gebracht. De sluipweg die via de Tafelbergheide in Huizen naar Blaricum liep, werd het bierpad genoemd. Van Blaricum kon het via Laren en Eemnes naar de Hilversumse Biersteeg worden gesmokkeld.
- Bij de Berg – zijstraat van de Meentweg
- Binnendoor – tussen Huizerweg en Torenlaan
- Binnenweg – zijstraat van het Fransepad, overgaand in Mosselweg
- Blad – gelegen in de wijk Bijvanck tussen de straten Stam en Schors
- Blaricummerdreef - Een ‘dreef’ verwijst naar de weg waarover het vee naar de gemeenschappelijke weilanden werd gedreven.
- Blei - blei, zoetwatervis die tot de karperachtigen behoort.
- Bloemlandseweg - De rijkelijk bloeiende veldbloemen gaven de destijdse bouwlanden in de zomer een fleurige aanblik.
- Bloesem - in de wijk Bijvanck
- Boekweitakker - boekweit, graansoort
- Boissevainweg – (N526); Maria Boissevain-Pijnappel was voorzitster van de Nederlandsche Bond voor Vrouwenkiesrecht en lid van de Provinciale Staten

- Booket – hoefijzervormige weg in de wijk Bijvanck; ‘’Booket’’ is Blaricums dialect voor de graansoort boekweit
- Boslaan – verbinding Bussumerweg met de Dokter Catzlaan
- Brinklaan – verbindt de Dorpsstraat met het Fransepad
- Buizerd – in de wijk Bijvanck, genoemd naar de roofvogel buizerd
- Burgemeester de Jongweg - N.J. de Jong was van 1863 tot 1874 burgemeester van Blaricum
- Burgemeester Heerschopweg - Elbert Lamberts Heerschop (Blaricum, 27 maart 1818- aldaar, 7 maart 1895 was burgemeester van Blaricum van 1874 - 1895[1]
- Burriehout - In de wijk Bouwvenen hebben de straatnamen een relatie met wagens die vroeger bij de boeren in gebruik waren. Een burriehout diende om het oppervlak van een hooiwagen te vergroten. [2]
- Bussummerweg – weg naar Bussum

## C
- Capittenweg - De Capitten was een gedeelte van de Bouwvenen in Blaricum. De hofstede was gesticht door de familie Capit (ook wel Coppit). De Capits Hofstede bestond in 1724 niet meer.
- Cleyne en Groote Raboes -  Een raboes is een markering in het water (monding rivier). ‘Ra’, staat voor ‘staak’ en ‘boes’ staat voor ‘korf’. Bij de monding van de Eem zijn de Cleyne Raboes en de Groote Raboes te vinden.

## D
- De Bongerd – in de wijk Bijvanck; een bongerd is een boomgaard
- De Dam – straat in de wijk Bijvanck
- De Maten – straat in het noorden van de wijk Bijvanck. Een ’maat’ was een stuk grasland op de meent.

- De Noord - straat in het noorden van de wijk Bijvanck. Genoemd naar het meest noordelijke gedeelte van de Meent.
- De Staken – straat in de wijk Bijvanck
- Deisel – verbindt het Fransepad met de Ludenweg
- Dokter Catzlaan - De joodse huisarts Benoit Felix Catz van Walcheren vestigde zijn spreekkamer en apotheek aan de Zwaluwenweg 3 genaamd ‘Eikenwal’. Vanaf 1912 woonde hij in Huize Zonneveld, aan de Torenlaan 15. In 1913 werd hij gemeentearts. In de oorlog maakten hij en zijn vrouw zelf een eind aan hun leven. Na de oorlog werd de Berkenlaan omgedoopt in Dokter Catzlaan.[3]
- Dorpsstraat – in het centrum van het dorp Blaricum; Langs de weg stonden twee tolhuizen. Eén tolhuis lag vlak ten noorden van de grens tussen Blaricum en Huizen, en het andere tolhuis bleef bestaan op de kruising Schapendrift/ Eemnesserweg.
- Dotterbeemd – tussen Stachouwerweg en Windvang
- Draverspad – zijstraat van de Oude renbaan
- Driftlaan – verbinding Eemnesserweg met de Capittenweg
- Dwarslaan - loopt ‘dwars’ op de Huizerweg,

## E
- Eemnesserweg - vanuit het centrum van Blaricum richting Eemnes
- Eerste Molenweg – tussen Schapendrift en Kerkpad
- Eikenlaantje – tussen Meentweg en Langeweg
- Ekelshoek – zijstraat Ludenweg
- Elbertsveen – bij de tennisvelden
- Emmerrek - in de wijk Bijvanck.  Rek om emmers op te laten drogen
- Enghlaan –van de Bussumerweg naar de Dokter Catzlaan; genoemd naar eng
- 't Erf – in de wijk Bijvanck
- Erfgooiersdreef - Erfgooiers
- Evenaar - evenaar

## F
- Floris V Dreef - Floris V
- Forel -  in de wijk Bijvanck; forel een vissoort
- Fransepad - Het Fransepad ligt in het verlengde van de Eemnesserweg. De straat loopt over de ‘kruiskuil’ heen in noordelijke richting en gaat over in de Burgemeester Le Coultredreef. Het pad werd door boeren gebruikt om op de Meent te gaan melken, en werd daarom tot 1900 Melkstraat genoemd. Over het pad zouden volgens overleveringen Franse troepen hebben gemarcheerd hebben, om te worden ingescheept in Huizen. De Fransen hadden hun kamp opgeslagen in Bussum, daar waar nu de Franse Kampweg is.
- Fuut – straat in de wijk Bijvanck. Genoemd naar de fuut, watervogel

## G
- Gebint - in de wijk Bijvanck
- Gebroeders Dooijewaardweg -
- Geelgors - in de wijk Bijvanck;  geelgors vogelnaam
- De Gooijerlaan – straat in de Blaricummermeent; Erfgooiersnaam
- Gooyergracht Noord – vormt de grens tussen Noord-Holland en Utrecht. Loopt parallel aan de A27
- Gooischedreef - Een ‘dreef’ verwijst naar de weg waarover het vee naar de gemeenschappelijke weilanden werd gedreven.
- Gorhaak - In de wijk Bouwvenen hebben de straatnamen een relatie met wagens die vroeger bij de boeren in gebruik waren.
- De Graaflaan – straat op de Blaricummermeent; Erfgooiersnaam
- ’t Grachtje - straat in het noorden van de wijk Bijvanck. Genoemd naar de afvoersloot voor vuil water, De Gooiergracht. ’t Grachtje vormt de grens  tussen Blaricum, Laren en Eemnes.
- Grasplak – doodlopend zijstraatje van het Draverspad
- Grenslaan – zijweg van de Torenlaan.
- Grutto – in de wijk Bijvanck, genoemd naar de weidevogel grutto

## H
- Hallehuis – in de wijk Bijvanck; genoemd naar een hallehuis
- Havik - havik
- Hazeleger - verblijfplaats van hazen
- Heideweg - over de heide
- Hendrik Smitlaantje – bij de sportvelden. Hendrik Smit werd op 22-jarige leeftijd in 1903 doodgeschoten bij een boerenopstand. [4]
- Hengeleer – zijweg van de Scheimel. In de wijk Bouwvenen hebben de straatnamen een relatie met wagens die vroeger bij de boeren in gebruik waren. Een hengeleer is een staand achterschot tussen de zij-leeren (en eventueel koggen) waarmee de laadvloer werd afgesloten. Het schot hangt tussen de leeren, vandaar 'Hengeleer'
- Herman Kruyderlaan - Herman Kruyder, expressionistisch schilder die van 1928 tot 1934 aan de Mosselweg woonde
- Het Domein – zijstraat Eemnesserweg
- ‘t Hilder – in de wijk Bijvanck
- Holleweg - holle weg
- Hooibrug - Verzamelplaats van hooiwagens vanuit de polder.
- Houtwal – aan dewestzijde van het Warandepark, verbindt de Woensbergweg met de Dwarslaan
- Huizerweg – weg naar Huizen

## J
- A M de Jonglaan - Adrianus Michiel de Jong was een Nederlandse schrijver. Hij publiceerde zijn meeste werk onder eigen naam (A.M. de Jong), maar enkele werken werden onder pseudoniem uitgegeven (Frank van Waes, Herbert D. Ross).
- Jozef Israëlslaan – straat in de Blaricummermeent. Schilder Jozef Israëls woonde een tijd in Blaricum
- Jutmannen – zijstraat van de professor Van Reeslaan

## K
- Kaper – bijenkap van een imker
- Karekiet - karekiet vogelsoort
- Karrekamer – in de wijk Bijvanck
- Kauw - kauw vogelsoort
- Kemphaan - in de wijk Bijvanck;  kemphaan
- Kerklaan – van het Fransepad naar de Sint Vituskerk
- Kerkpad – van de eemnesserweg naar de Sint Vituskerk
- Kieps - schepkorf (ook wel schepkieps, kieps of keps genoemd) wordt gebruikt om een afgekomen bijenzwerm (die dan bijvoorbeeld ergens aan een tak hangt) in af te slaan.
- Kievit - in de wijk Bijvanck;  kievit, weidevogel
- Klaphek – tussen het Fransepad en William Singerweg
- Kloosterhof – verbinding Kerklaan en Kerkepad
- Koedijk – tussen Fransepad en Ludenweg
- Kogge – doodlopende zijstraat van de Elbertsveen, genoemd naar het scheepstype kogge
- Koggewagen - in de wijk Bijvanck
- Koloniepad – naar de door Professor Jacob van Rees in 1899 gestichte kolonie langs de weg tussen Laren en Blaricum.
- Koning Willem III Laan - Willem III van Oranje (1650-1702), stadhouder in de Nederlanden (1672-1702) en koning van Engeland (1689-1702)
- Koningin Emmalaan - Emma van Waldeck-Pyrmont (Arolsen, 2 augustus 1858 – Den Haag, 20 maart 1934), prinses van Oranje-Nassau, prinses van Waldeck-Pyrmont, was de tweede echtgenote van koning Willem III van 1879 tot zijn dood in 1890 en koningin-regentes der Nederlanden van 1890 tot 1898.
- Koningin Wilhelminalaan - *Wilhelmina der Nederlanden (1880-1962), koningin der Nederlanden
- Kooltjespad - verbinding Smedenweg en Dwarslaan. De Tafelberg, op de grens van Blaricum en Huizen, werd ook wel de Kooltjesberg genoemd. Op de Tafelberg werden bij slecht weer vroeger takkenbossen verbrand als baken voor de schepen van de toenmalige Huizer vissersvloot. De overblijvende houtskool leverde de naam ‘Kooltjesberg’ of ‘Zwarte berg’.
- Korbeel – tussen De Dam en het Emmerrek in de wijk Bijvanck
- Korf - gevlochten verblijfplaats met een vlieggat voor de bijen.
- Korte Bergweg – zijstraat van de Bergweg
- Korte Molenweg – verbinding van de eerste Molenweg met de Molenveenweg
- Krijnenlaan – straat in de Blaricummermeent. Krijnen is een veel voorkomende Blaricumse Erfgooiersnaam.
- Kruislaan – van Middenweg naar Capittenweg
- Kuijerpad – van de Eemnesserweg naar de Middenweg

## L
- Laantje van Puijk - Blaricummermeent veel voorkomende Blaricumse Erfgooiersnaam. [5]
- Laantje van Vos - straat in de Blaricummermeent. Vos is een veel voorkomende Blaricumse Erfgooiersnaam.
- Lanphenlaan – straat in de Blaricummermeent; Lanphen is een  Blaricumse familienaam van de Erfgooiers.
- Laantje van Borsen –  straat in de Blaricummermeent. Borsen is een veel voorkomende Blaricumse Erfgooiersnaam.
- Laantje van Rozendaal - straat in de Blaricummermeent. Rozendaal is een veel voorkomende Blaricumse Erfgooiersnaam.
- Langeweg – Van Huizerweg naar Fransepad
- Langwagen – in de wijk Bijvanck. Een langwagen of langboom is een stuk hout, dat de voor- en achteras van voertuigen met elkander verbindt

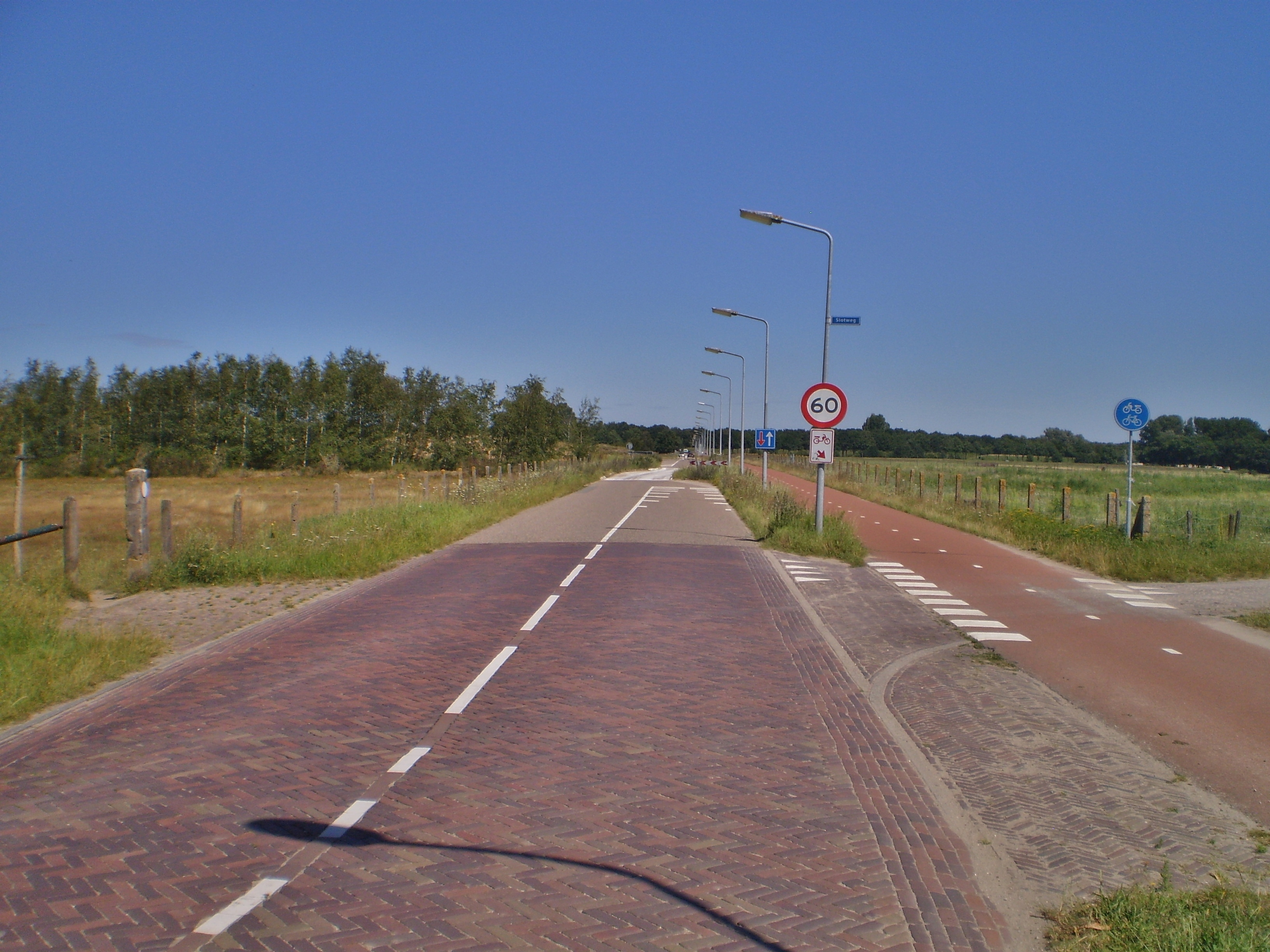
Le Coultredreef richting Bijvanck

- Le Coultredreef – vroeger Blaricummerweg. De Le Coultredreef verbindt de woonwijk Bijvanck en het oude dorp Blaricum. De weg is genoemd Anneke le Coultre-Foest, die van 1973 tot 1992 burgemeester van Blaricum was. Zij zette zich in om het oude dorp te verbinden met de nieuwe woonwijk Bijvanck. De rechte weg wordt in de volksmond de Landingsbaan genoemd. De zandgronden van ’t Harde en de Woensbergen zijn afgegraven stuwwallen. Deze door de kalkzandsteenfabriek afgegraven gronden worden beheerd door het Goois Natuurreservaat. Aan de oostkant van de weg ligt het 'vette dijkje' dat het dorp bescherming biedt tegen overstromingen die ook Oostermeent meermalen onder water zetten. Na de invoering van de Erfgooierwet in 1912 werden de paden op de meent verbeterd door Stad en lande. De weg werd aangelegd voor de bouw van de wijk Bijvanck. Daartoe werd de Blaricummerweg (later Le Coultredreef) rechtgetrokken. De Blaricummerweg werd gebruikt door Blaricummer boeren die vanaf het Fransepad (vroeger Melkstraat geheten) naar hun vee op de Oostermeent. Het Meenthek vormde de afscheiding met de meentgronden van de Erfgooiers. In 2020 waren er herinrichtingsplannen voor de rechte verkeersonveilige 'lelijke' weg. [6]

- Leeuwerik - in de wijk Bijvanck; leeuwerik
- Lepelaar - in de wijk Bijvanck;  lepelaar
- Levensboom – straat in het noorden van de wijk Bijvanck. Een levensboom is een versiering in het bovenraam boven de voordeur van een boerderij. De levensboom gaf als statussymbool middels grootte en mooiheid de welstand van de daar wonende boerenfamilie aan.
- Loot - uitloper van een plant
- Lou Loeberweg – Straat in de Blaricummermeent. Schilder Lou Loeber woonde in Blaricum
- Loverpad - in de wijk Bijvanck
- Ludenweg -  begint aan het Fransepad, tegenover het onverharde gedeelte van de Angerechtsweg, en eindigt na 265 meter op de Meentzoom. Aan de rechterzijde van de Ludenweg begint de Ekelshoek en aan de linkerzijde komen de Koedijk en de Deisel op de Ludenweg uit. In de jaren zestig is de weg voorbij de Koedijk doorgetrokken tot aan de Meentzoom. De weg is genoemd naar Emil Luden, commissaris van de Deli Batavia, de Deli Batavia-Rubber Maatschappijen en lid van de Raad van Bestuur der Maatschappij van Nederlandse Waterleidingen. Ook was hij in 1903 oprichter van de Elektrische Spoorweg Maatschappij.

## M
- Marten Toonderlaan – straat in de Blaricummermeent. Schrijver Marten Toonder kwam naar Blaricum en omgeving vanwege aanwezigheid van de kunstminnende en kunstmakende gemeenschap.
- Matthijssenhoutweg – Van de Noolseweg naar de grens met Laren, de Tafelbergweg. Genoemd naar de vroegere perceeleigenaar Matthijssen
- Meentstroom - De Meentstroom loopt door het midden van de Blaricummermeent.
- Meentweg - meent, gemeenschappelijke weide
- Meentzoom - meent, gemeenschappelijke weide
- Meerkoet – in de wijk Bijvanck; genoemd naar de meerkoet, watervogel
- Meeuw – in de wijk Bijvanck, genoemd naar de zeevogel meeuw
- Melkweg – zijstraat van de Eemnesserweg
- Menwagen – in de wijk Bijvanck
- Het Merk - straat aan de westzijde van de wijk Bijvanck, loopt van de randweg naar het winkelcentrum Oostermeent. Een merksteen om een perceel mee af te bakenen.
- Middenweg – vanaf de Verbindingsweg in noordelijke richting lopend, overgaan in de Angerechtsweg
- Molenveenweg – tussen Eerste Molenweg en Schapendrift
- 2e Molenweg – verbindt de Scahpendrift met de Eemnesserweg
- Mosselweg - Van het Fransepad in westelijke richting lopend. De weg kruist de Binnenweg en steekt de Angerechtsweg over naar de Meentweg. In 1927 werd deze weg doorgetrokken vanaf de Meentweg richting Achterom. Voor Bij de Berg buigt de Mosselweg richting het Achterom en de Bergweg. Violist Max Mossel (1871-1929) speelde onder andere voor de vele kunstenaars in het kroegje van Hamdorff.

## N
- Naarderweg – weg naar Naarden
- Noolseweg – Heette in het verleden ‘Voor den Toren’. Om verwarring met de bijna parallel lopende Torenlaan te voorkomen werd de straatnaam gewijzigd in Noolseweg.

## O
- Onder den Dael - begint bij de Dr. Catzlaan, steekt de Mathijssenhoutweg over en eindigt bij de Tafelbergweg.  Het midden van de weg ligt wat lager. Zo’n laagte werd in Blaricum een ‘del’ genoemd, en werd mogelijk verbasterd naar Dael. Het in 1925 gebouwde huis met no 1 droeg de naam Onder den Dael.
- Oostermeent - meent als gemeenschappelijke grond
- Oosthout – zijstraat van de Kogge. In de wijk Bouwvenen hebben de straatnamen een relatie met wagens die vroeger bij de boeren in gebruik waren.
- Op Caliskamp – weg van het einde van de Bergweg/Meentzoom tot aan de Randweg-Midden. De bouw- en weilanden die ten zuiden en ten oosten van de begraafplaats liggen werden in de volksmond  Op Caliskamp genoemd.
- Opzetter – Bijenvolken die werden opgezet om te overwinteren voor het volgende jaar.
- Oranje Nassaulaan – parallelweg van de Crailoseweg
- Oude Huizerweg - Huizen
- Oude Renbaan – haakse weg van de Schapendrift naar de Meentweg

## P
- Paardenkastanjeplein - paardenkastanje, boom
- Pastoor de Saeyerweg – tussen Melkweg en Vliegweg; Tijmen de Saeyer die in 1627 tot priester werd gewijd, begon op zijn boerderij in Blaricum in het geheim heilige missen te lezen. Zo werd hij de eerste pastoor van Blaricum van de Vitusgemeenschap.[7]

- Piet Mondriaanweg – straat in de Blaricummermeent. Schilder Piet Mondriaan woonde een tijd in Blaricum.
- Piepersweg – zijstraat van de Naarderweg
- Plaat – in de woonwijk Bijvanck
- Plaggewagen – in de wijk Bijvanck
- Polweg – verbindt de Meentweg met de Sint Josephweg
- Prins Hendriklaan – N526

## R
- Raadhuisstraat – tussen Torenlaan en Eemnesserweg
- Raat – straat in de wijk Bijvanck, genoemd naar een deel van een bijennest
- Randweg – ontsluitingsweg in het zuiden van de wijk Bijvanck
- Ravenlaan – straat in de Blaricumermeent. Raven is een familienaam van de Erfgooiers.
- Professor van Reeslaan - Koos van Rees was een hoogleraar en christen-anarchistisch drankbestrijder en anti-militarist.
- Reiger - in de wijk Bijvanck;  reiger, vogel
- Rigterskamp - T. Rigter was burgemeester van Blaricum van 1853 - 1863
- Rijksstraatweg – van de N527 parallel aan de A1 van de Crailoseweg naar de Rijksweg West
- Roerdomp – in de wijk Bijvanck, genoemd naar de moerasvogel roerdomp
- Rokebrandlaan - Toos Rokebrand, schilder. Rokebrand is een familienaam van de Erfgooiers. Straat in de woonwijk Blaricummermeent
- Rongen – zijstraat van de Schapendrift, gaat over in de Kogge. In de wijk Bouwvenen hebben de straatnamen een relatie met wagens die vroeger bij de boeren in gebruik waren.
- Rotondeweg - rotonde
- Ruyschendaal - slot Ruysdaal

## S
- 't Schaar - straat in het noorden van de wijk Bijvanck. Een scharende erfgooier mocht een vastgesteld aantal dieren op de meent laten grazen.

- Schans – U-vormige zijstraat van de Booket; bijenstal van de imkersvereniging
- Schapendrift – lange straat van de sportvelden in zuidwestelijke richting en overgaand in de Anton Mauvelaan
- Scheimel – zijstraat van het Elbertsveen, bij de sportvelden. In de wijk Bouwvenen hebben de straatnamen een relatie met wagens die vroeger bij de boeren in gebruik waren.
- Schoolstraat – van de Torenlaan naar de Raadhuisstraat
- Schors – zijstraat van de Stobbe, loopt over in het Blad
- Schouw - in de wijk Bijvanck
- Singel – zijstraat van de Bergweg
- Sint Josephweg – tussen Angerechtsweg en Meentweg
- Slieten – slieten zijn lange rondhouten over de ankerbalken van de gebinten om er hooi of koren op te slaan; De straat ligt in de wijk Bijvanck.[8]
- Slotweg - verbindt de burgemeester Le Coultredreef met de oostelijk gelegen Goyergracht Noord. De weg is genoemd naar slot Ruysdael dat aan de noordkant van Blaricum stond, nabij het water de Gooiergracht. Het slot werd reeds genoemd in 1488 toen het in bezit kwam van Dirk Heymansz Ruysch na een lening aan keizer Maximiliaan van Oostenrijk. Slot Ruysdaal werd waarschijnlijk voor 1722 afgebroken. [9]
- Slinger – om honing uit de raten te slingeren
- Stam - de belangrijkste, verhoute stengel van de boom, het middengedeelte van een boom of plant; hij wordt gedragen door de wortels en draagt zelf de kroon.
- Statenkamer – zijweg van het Klaphek
- Stern - in de wijk Bijvanck;  zeevogel
- Stichtseweg – loopt vanaf de Randweg in noordelijke richting en vormt de oostelijke grens van de wijk Bijvanck, parallel aan de A27
- Stobbe - in de wijk Bijvanck

## T
- Ter Weijdenlaan - schilder Adrianus Antonius van der Weijden in de wijk Blaricumermeent
- Torenlaan – werd rond 1880 aangelegd als vervanging van de Oude Blaricummerweg (in Laren) en de Laarderweg. De weg volgt deels de voormalige Laarderweg.

## V
- Van der Veenlaan – straat in de Blaricummermeent. Van der Veen is een familienaam van de Erfgooiers.
- Veurhuis – tussen Uilebord en De Dam in de wijk Bijvanck
- Viersloot - straat in het noorden van de wijk Bijvanck. De Viersloot was een bron die op het Harde ontsprong. Dit lag op de tegenwoordige hoek Burgemeester Le Coultredreef en Randweg Oost.
- Voorland - Tijdens het ontwikkelen van de Blaricummermeent is de Stichtseweg, die liep vanaf de Randweg-Oost tot aan de Stichtse Brug, opgedeeld. Vanaf de Randweg-Oost tot aan de kruising met de Stroomzijde bleef deze weg de naam Stichtseweg behouden. Vanaf de Stroomzijde tot aan de Gooise zomerkade kreeg deze weg Deltazijde als naam. Vanaf de Gooise Zomerkade tot aan de Stichtse Brug bleef hij Stichtseweg heten. De gemeente besloot op 5 november 2019 dit stuk Stichtseweg vanaf de Gooise Zomerkade tot aan de Stichtse Brug de naam ‘Voorland’ te geven. Toen het landhoofd voor de Stichtse Brug werd aangelegd, kreeg dat gelijk de werknaam ‘Voorland Stichtse Brug’.
- Voorn - in de wijk Bijvanck, genoemd naar de voorn als vissoort

## W
- Wallandlaan – tussen Noolseweg en Torenlaan
- Wezeboom - In de wijk Bouwvenen hebben de straatnamen een relatie met wagens die vroeger bij de boeren in gebruik waren.
- Windvang – Bij de aanleg van de wijk kon de oostenwind nog vrijelijk vanaf de Oostermeent het dorp in waaien. De eerste huizen fungeerden daar min of meer als ‘windvangers’.
- ’t Witzand – Laantje dat van de Naarderweg in noordelijke richting tot aan de Bierweg loopt. De weg is genoemd naar de oorspronkelijke witte grondsoort. Het witte zand werd gebruikt in de bouwwereld.

## Z
- Zuiderzeedreef - Zuiderzee, nu IJsselmeer. Een ‘dreef’ verwijst naar de weg waarover het vee naar de gemeenschappelijke weilanden werd gedreven.